# 阿卜杜拉·卡哈尔
阿卜杜拉·卡哈尔（俄语：Абдулла Каххар，Abdulla Kakhkhar，[Абдулла Қаҳҳор] 错误：{{Transl}}：拉丁字母轉寫第 1 個字元「А」不是拉丁字母。（帮助）；1907年9月17日-1968年5月24日），或译为阿卜杜拉·卡霍尔，是一名乌兹别克小说家、短篇小说作家、诗人、剧作家和文学作品翻译家。他创作的最著名的作品是1951年的小说《Qoʻshchinor chiroqlari》和1958年的小说《Sinchalak》。除了撰写小说外，卡哈尔还将许多俄罗斯作家（比如亚历山大·普希金、安东·帕夫洛维奇·契诃夫和尼古拉·瓦西里耶维奇·果戈里）的作品翻译成乌兹别克语，这些作品包括普希金的《上尉的女儿》，果戈里的《Женитьба》和《钦差大臣》，以及列夫·托尔斯泰的战争与和平（与妻子基布里约·卡哈罗娃共同翻译）。
卡哈尔被认为是20世纪最伟大的乌兹别克作家之一，人们将他誉为“乌兹别克的契诃夫”。他在1962年荣获著名的斯大林奖，后又在1967年被授予“乌兹别克苏维埃社会主义共和国人民作家”奖项。2000年，卡哈尔被追授乌兹别克斯坦最有名望的一个奖项——杰出服务勋章。

## 生平
阿卜杜拉·卡哈尔于1907年9月17日出生于浩罕，他的父亲是一名铁匠，经常为了工作而搬家。卡哈尔小时候就读于浩罕和附近村庄的几所学校。1922年至1924年间，他在浩罕的一所教师培训职校接受培训。1926年，他完成了撒马尔罕国立大学的大学预科课程。四年后，他从中亚国立大学毕业，获得教育学学位。1933年至1935年间，卡哈尔在塔什干的语言文学学院读研究生。1952年加入苏联共产党。1968年5月25日，卡哈尔逝世于莫斯科，享年60岁。

## 影响
卡哈尔影响了一些乌兹别克作家，比如赛义德·艾哈迈德·胡桑霍贾耶夫、乌特基尔·哈希莫夫和埃尔金·瓦希多夫。